# J̧
Cette page contient des caractères spéciaux ou non latins. S’ils s’affichent mal (▯, ?, etc.), consultez la page d’aide Unicode.
J̧ (minuscule : j̧), appelé J cédille, est une lettre additionnelle utilisée dans certaines écritures de langues berbères.
Elle est formée d'un J diacrité par une cédille.

## Représentations informatiques
Le J cédille peut être représenté avec les caractères Unicode suivants (latin de base, diacritiques) :
| formes    | représentations | chaînes de caractères | points de code | descriptions                                  |
| --------- | --------------- | --------------------- | -------------- | --------------------------------------------- |
| majuscule | J̧               | J◌̧                    | U+004A U+0327  | lettre majuscule latine j diacritique cédille |
| minuscule | j̧               | j◌̧                    | U+006A U+0327  | lettre minuscule latine j diacritique cédille |